# Brian K. Roberts
Brian K. Roberts is een Amerikaans regisseur, stemacteur, producer en acteur. Hij werkte aan televisieseries als Naturally, Sadie, Everybody Loves Raymond, Ink, Lizzie McGuire en Sabrina, the Teenage Witch.

## Selectieve filmografie
- Little Mosque on the Prairie
- About a Girl
- Naturally, Sadie
- The Jane Show
- Everybody Loves Raymond
- One on One
- What I Like About You
- The Drew Carey Show
- Rock Me, Baby
- Eve
- Lost at Home
- According to Jim
- Lizzie McGuire
- Sabrina, the Teenage Witch
- The Hughleys
- Kristin
- Zoe, Duncan, Jack & Jane
- Oh, Grow Up
- Grown Ups
- Thanks
- Clueless
- The King of Queens
- Two Guys, a Girl and a Pizza Place
- The Jim Breuer Show
- Teen Angel
- George & Leo
- The Tony Danza Show
- Men Behaving Badly
- Temporarily Yours
- Mr. Rhodes
- Ink
- Boston Common
- Mad TV
- The George Carlin Show